# Ngando Pickett
Pour les articles homonymes, voir Ngando.
Henry Mouyebe, mieux connu sous le nom de Ngando Pickett, est un supporter camerounais de football.  

## Biographie

### Enfance
Il grandit chez sa tante et porte le nom d'adoption de son oncle dans une famille Sawa.

### Notoriété
Il commence sa carrière au Burkina Faso. Il voyageait quelques fois avec ses propres moyens pour encourager l'équipe de Football des Lions indomptables du Cameroun, tel ce fut le cas pour la CAN co-organisée par le Ghana et le Nigéria en 2000. 
Il est reconnaissable aux matchs internationaux de football du Cameroun pour son corps peint et ses spectacles musicaux. Il s'est fait appelé douzième joueur et compte parmi les supporters numéro 1 des Lions indomptables du Cameroun.
Lors de la Coupe du monde de  football 2010, il n'est pas retenu dans la délégation officielle qui fera le voyage du Cameroun vers l'Afrique du Sud.

Ses amis l'ont nommé d'après Wilson Pickett car il était un danseur accompli.
| Vidéo externe | |
|               | 15 septembre 2024 par NAJA TV Ngando Pickett fait "Face à l'Actu" ce 15 Septembre 2024 sur STV. Une présentation de Dipita Tongo |

### Palmarès de participations
- En novembre 2022, il fait partie de la délégation des supporters des lions indomptables à la Coupe du monde de football 2022 au Qatar[9].
- 3 coupes du monde
- 16 Coupe d'Afrique de nations
- 2 coupes d'Afrique de volley ball
- 1 coupe afro basket
- 1 Coupe d'Afrique d'haltérophilie
- 1 Coupe d'Afrique de judo.
- En janvier 2024, il tente de rejoindre par la route la Côte d'Ivoire pour assister à la Coupe d'Afrique des nations de football 2023[10].

## Droits à l'image et Puma
En mai 2010, l'équipementier Puma utilise son image dans une campagne publicitaire très médiatisée sans son autorisation. Ngando envisage une action en justice contre Puma. Parlant de l'incident, il a déclaré: « Je suis extrêmement gêné car mon image est partout, j'ai les droits sur mon image sur ma personne. Je n'ai rien avec Puma. Puma n'a pas le droit d'utiliser ma photo ».

## CAN 2023 en Côte d'Ivoire

### Appel à la générosité pour la prise en charge de son transport
Des vidéos de Ngando Pickett font le tour d'internet où il se plaint de n'avoir pas été pris en charge pour aller supporter les lions indomptables du Cameroun. Finalement arrivé par ses propres moyens, lui et son équipe de 7 personnes, il se retrouve sans moyens de transport pour retourner au Cameroun après l'élimination des Lions indomptables aux 8ième de finale de la compétition. De nouveau, à travers vidéos et buzz sur le net, il fait appel à la générosité pour la prise en charge de son transport retour. C'est finalement, une entreprise privée, via des influenceurs, qui lui remet de l'argent pour payer les billets d'avions de son équipe et lui-même.

### Interpellation à son retour au Cameroun
A son arrivée à Douala par Air Ivoire, il est entendu par la police des frontières.  

« Il y a eu des problèmes, certains estiment que de par mon comportement, j’ai déshonoré le Cameroun, il fallait que je m’explique. C’est tout à fait normal »

.